# 미스터 월드 코리아
미스터 월드 코리아(Mister World Korea)는 미스터 월드 대회에 참가할 대한민국 대표를 선출하는 전국 남성 미인 대회이다.
2015 미스 앤 미스터 월드 코리아가 지난 11월 20일 평창알펜시아리조트에서 열렸다. 현재 타이틀 보유자는 2015 미스터 월드 코리아 임승준이다.

## 역사
2009년 한국일보는 최초로 한국을 대표하는 미스터 월드 참가자를 파견했다. 미스앤미스터월드코리아 회장은 박정아이다.

## 타이틀 취득자
- 2015 - 임승준
- 2014 - 서영숙
- 2013 - 임재연
- 2009 - 유지광

## 같이 보기
- 미스터 월드
- 미스코리아
- 미스퀸코리아
- 미스 그랜드 코리아